# Naraholma
Naraholma är en ö i Finland. Den ligger i Skärgårdshavet och i kommunen Sagu i den ekonomiska regionen  Åbo ekonomiska region i landskapet Egentliga Finland, i den sydvästra delen av landet. Ön ligger omkring 24 kilometer söder om Åbo och omkring 140 kilometer väster om Helsingfors.
Öns area är 4,6 hektar och dess största längd är 360 meter i nord-sydlig riktning. I omgivningarna runt Naraholma växer i huvudsak blandskog. Runt Naraholma är det glesbefolkat, med 10 invånare per kvadratkilometer. Närmaste större samhälle är Väståboland, 9,7 km nordväst om Naraholma.